# Das erste Wiener Gemüseorchester
Das erste Wiener Gemüseorchester (também conhecida como The First Vienna Vegetable Orchestra, Das Gemüseorchester ou ainda, The Vegetable Orchestra) é uma orquestra da Áustria que usa legumes frescos como instrumentos musicais. A orquestra, fundada em 1998 em Viena, é composta por quatorze pessoas (onze músicos, um cozinheiro, um técnico de som e outro de vídeo) e faz shows pela Europa e Ásia.

## Instrumentos
É uma das primeiras orquestras a tirar sons de legumes. As hortaliças são orgânicas (eles dizem que o som flui melhor com orgânicos) e compradas pouco antes dos concertos começarem. Então em uma hora fazem os belos:
- Gurkophon, uma flauta de pepino, pimentão e cenoura.
- Karottenflöte, outro tipo de flauta, mas de cenoura.
- Karottensticks, varetas de cenoura.
- Kürbis, abóboras que com as varetas de cenoura formam uma bateria.
- Lauchgeige, um violino de alho-poró.
- Melanzaniklappe, uma castanhola de beringela.
- Paprikatröte, trompetes de pimentão.
- Zellerbongos, bongôs de taro.
- Zwiebelschalen, cascas de cebolas que viram chocalho.

Além de várias outras combinações como chocalhos de feijão.

## Álbuns
- Gemise (1999)
- Automate (2003)
- Onionoise (2010)